# Linking Open Data-wolkdiagram
Linking Open Data-wolkdiagram (LOD-Cloud) is een knowledge graph (een grafische weergave of diagram) van datasets die met Linked data techniek met elkaar verbonden zijn.
Nieuwe datasets kunnen worden aangemeld en kunnen dan worden opgenomen in dit diagram. Hierdoor is sinds 2007 het aantal gepresenteerde datasets flink toegenomen. Wikidata maakt onderdeel uit van de LOD cloud. Dit diagram wordt gebruikt als grafische presentatie van het Semantisch web. In maart 2019 waren er 1.239 datasets opgenomen met 16.147 onderlinge verbindingen. In 2009 is begonnen met de vakgebieden in kleuren aan te geven, vanwege het grote aantal gegevenssets. Later zijn er selecties (subsets) van de verschillende vakgebieden gemaakt. In het wolkdiagram zijn de onderlinge verbindingen tussen de datasets aangegeven.

## Verkrijgbare selecties per domein
- Cross-Domain
- Geography
- Government
- Life Sciences
- Linguistics
- Media
- Publications
- Social Networking
- User-Generated

Verschillende versies zijn te downloaden in png, svg of JSON formaat onder CC BY 4.0 licentie.
Nederlandse gegevens die opgenomen zijn komen van het RKD, DBpedia en Rechtspraak.nl.

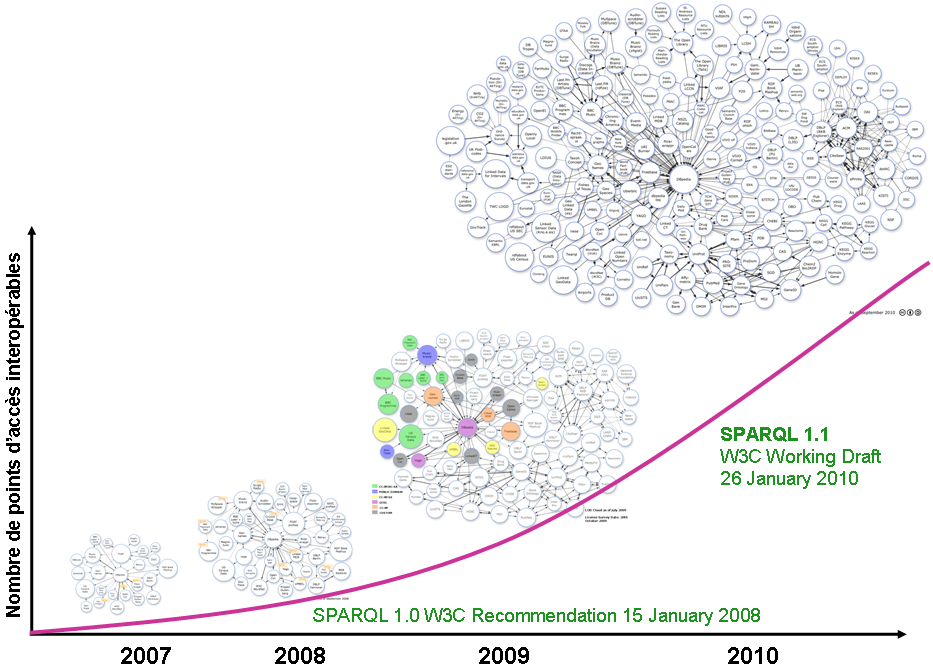
toename van datasets in de tijd (2007-2010)
LOD Cloud september 2011
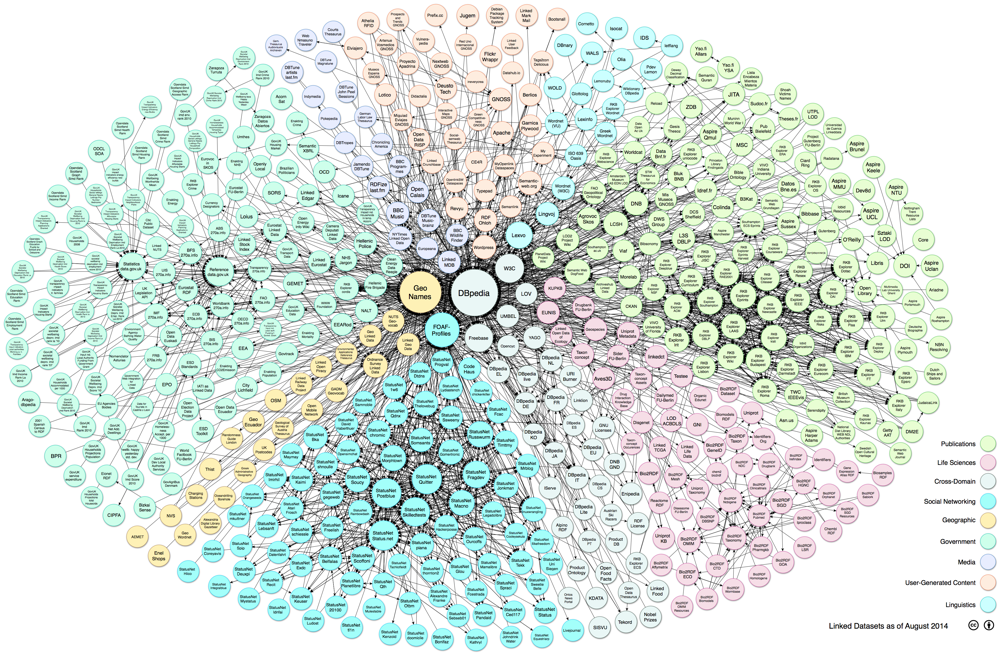
LOD Cloud augustus 2014
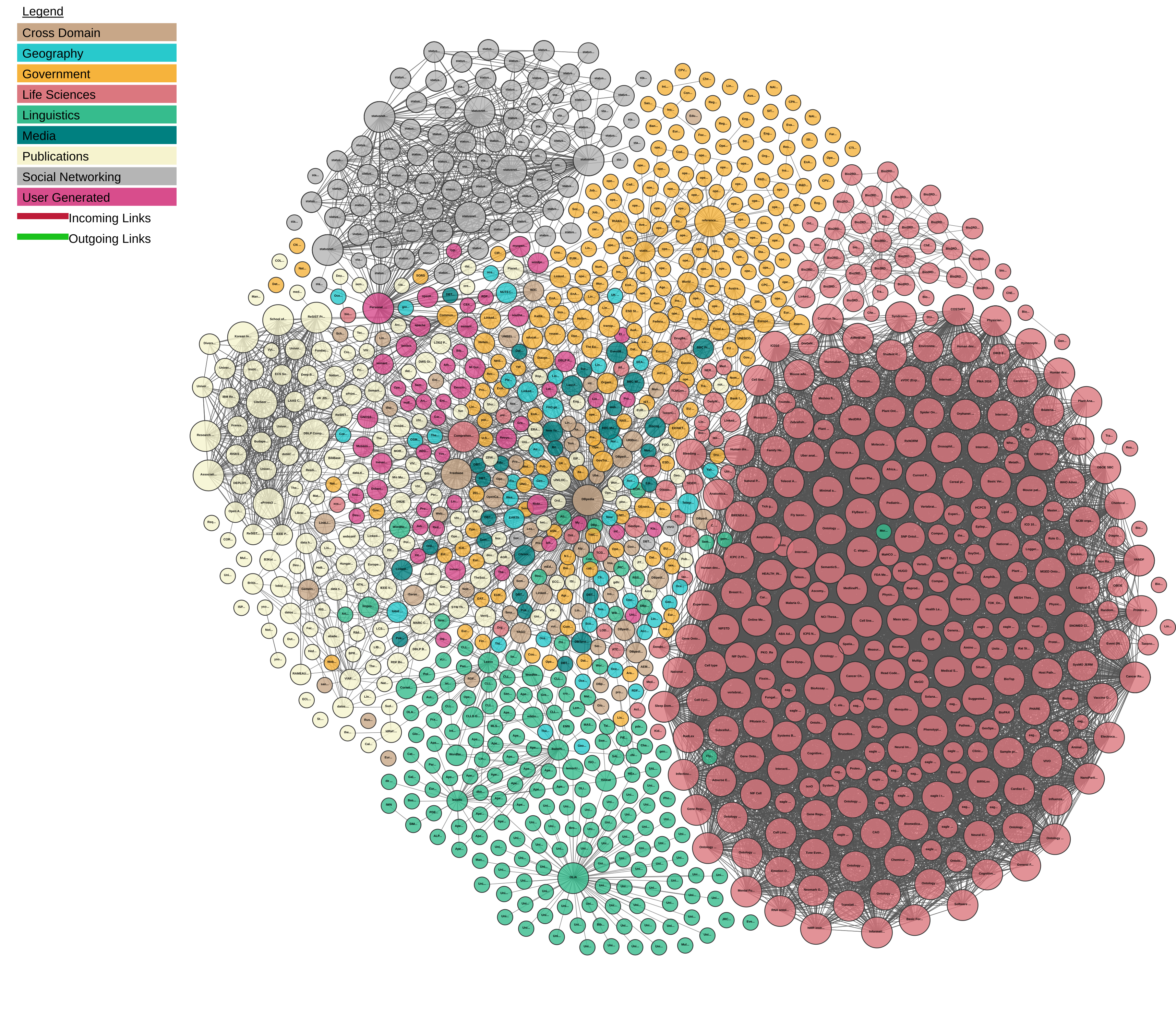
LOD Cloud februari 2017
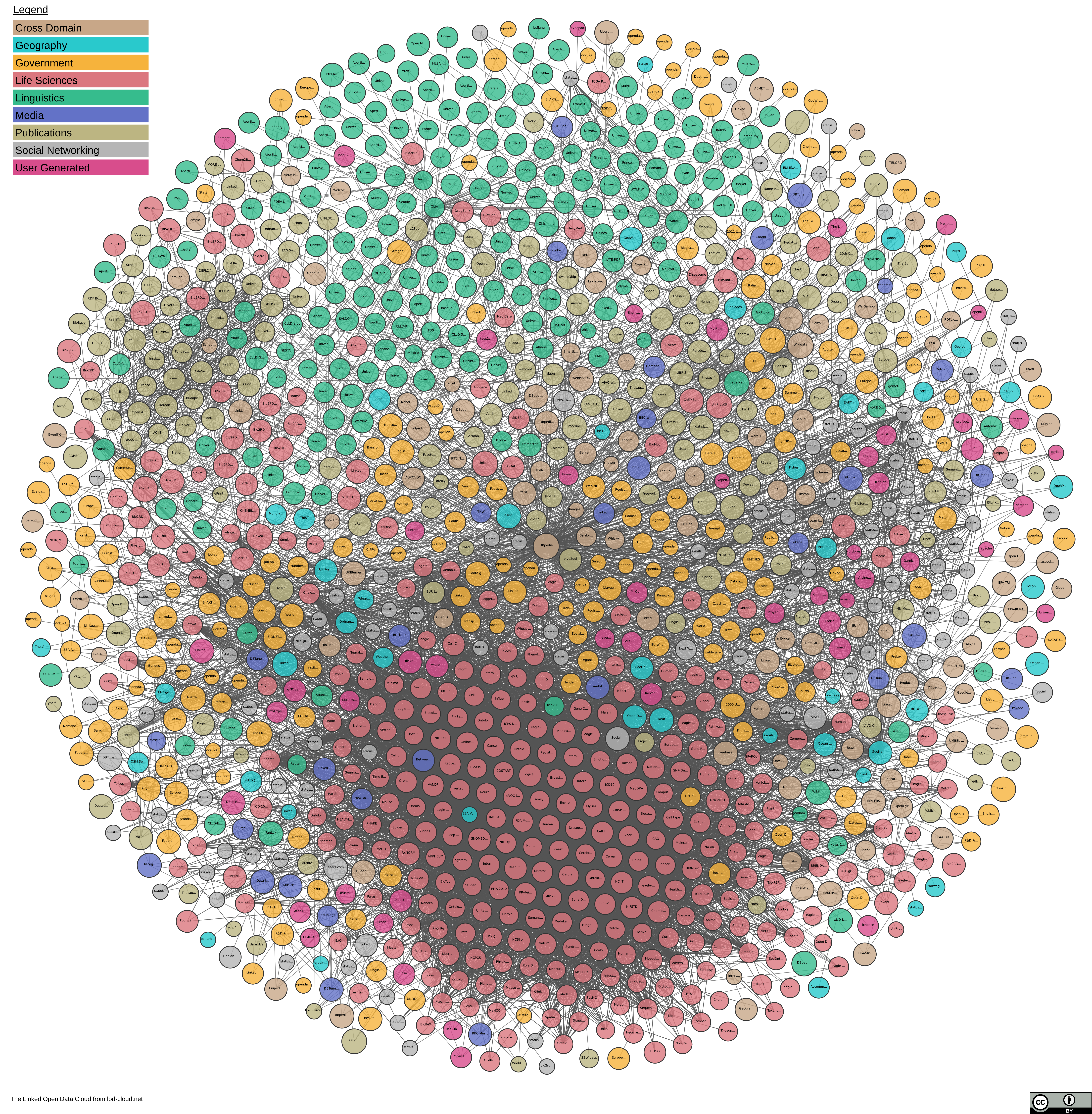
LOD Cloud maart 2019
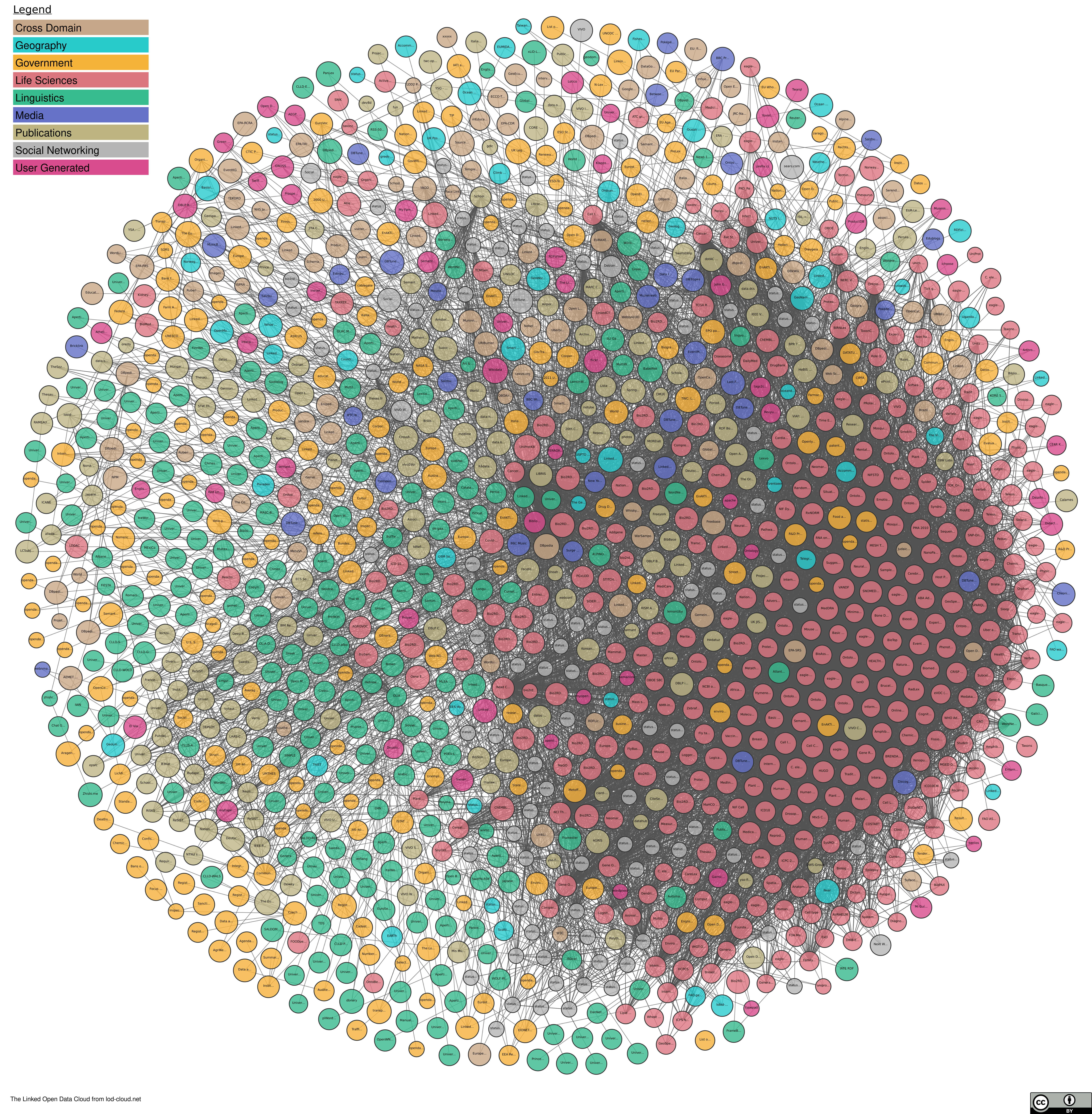
LOD Cloud juli 2020
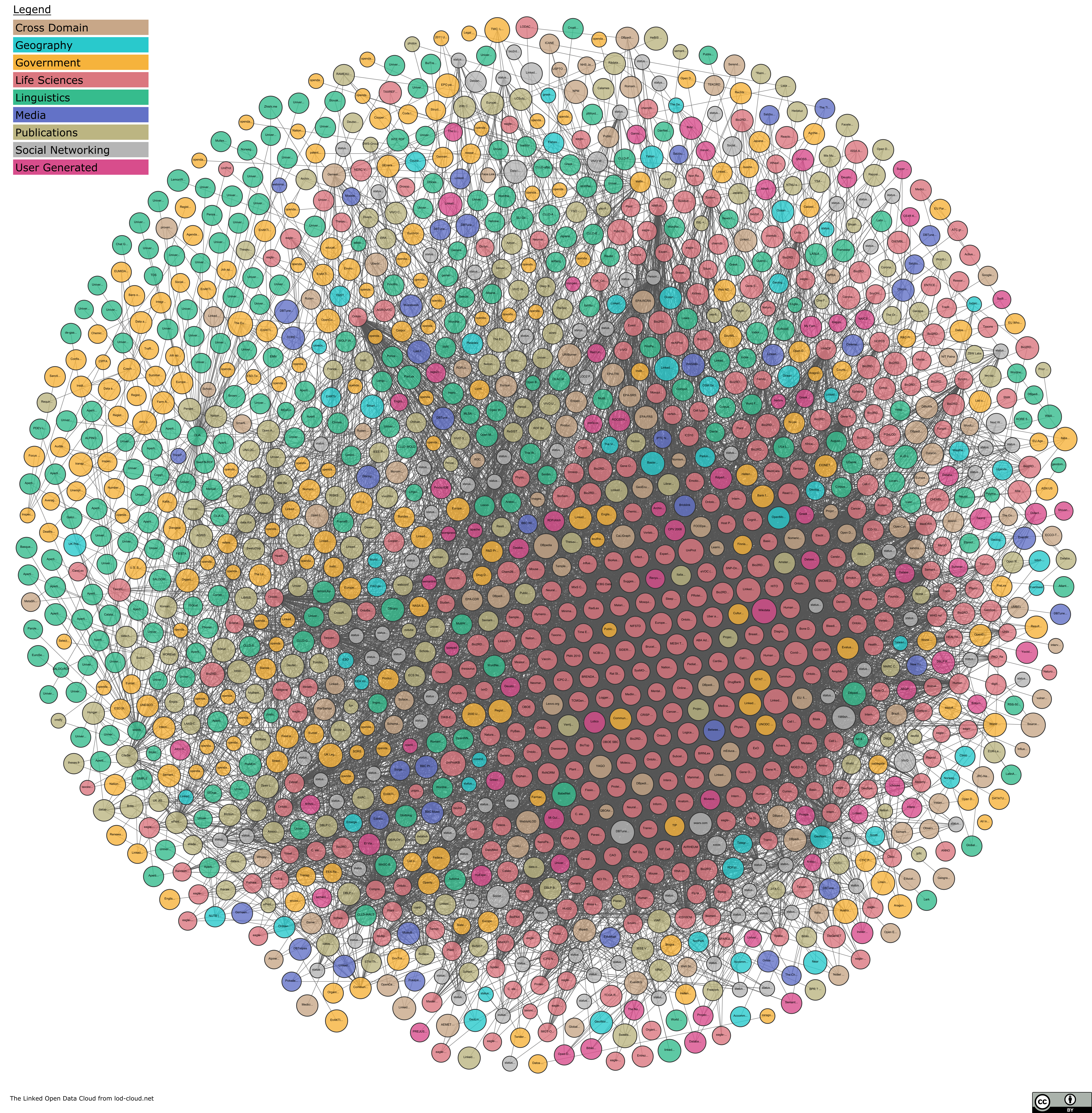
LOD Cloud  2024